# Paprika křídlatá
Paprika křídlatá (Capsicum baccatum), nazývaná též paprika peruánská je druh chilli papričky, která je původem z Jižní Ameriky, kde se jí říká ají a kde patří k nejčastěji pěstovaným papričkám. Nejznámějším kultivarem je 'Ají Amarillo'. Všechny odrůdy mají charakteristickou kouřovou, ovocnou příchuť a jejich pálivost se pohybuje od 3000 do 100 000 Scovilleových jednotek pálivosti (SHU).
Ají je slovo karibského původu a znamená chilli i ostatní papriky. Španělští kolonizátoři ho rozšířili po téměř celé Jižní Americe. Ají amarillo znamená doslovně žlutá chilli paprička. Takovou barvu však získá až vařením, zralé lusky papriky křídlaté mají světle oranžovou barvu.

## Původ a rozšíření
Paprika křídlatá, zejména kultivar 'Ají Amarillo', pochází ze starověkého Peru. Podle archeologických nálezů zde tyto papričky zdomácněly již před 2500 lety v období kultury Chavín. Do této skupiny patří 3–4 divoké a 1–2 domestikované druhy (C. baccatum var. pendulum a C. umbilicatum), které rostou od Bolívie až po jihovýchodní Brazílii.
Šlechtěná odrůda C. baccatum var. pendulum zdomácněla především v Bolívii, Ekvádoru, Peru a v Chile.

## Popis
Paprika křídlatá patří mezi nejvyšší rostliny rodu paprika. Může dorůst až do dvoumetrové výšky. Má velké tmavozelené listy dlouhé 5–30 cm a široké až 20 cm a bílé či krémově bílé květy, obvykle se zelenou či zlatou korunou. Květy jsou buď cizosprašné, anebo samosprašné. Plody jednotlivých odrůd mají rozličné tvary a velikosti, na rozdíl od jiných druhů paprik, které mívají druhově charakteristický tvar. Na rozdíl od plodů papriky křovité visí papričky obvykle dolů a mohou mít ovocnou nebo citrusovou příchuť.
Plody odrůdy Ají amarillo mívají kuželovitý tvar, jsou zvrásněné a dorůstají délky 10–15 cm. Během dozrávání přecházejí od zelené po sytě oranžovou. Tepelnou úpravou se papričky zbarvují do žluta – odtud pochází jejich název, který doslova znamená „žluté chilli“.

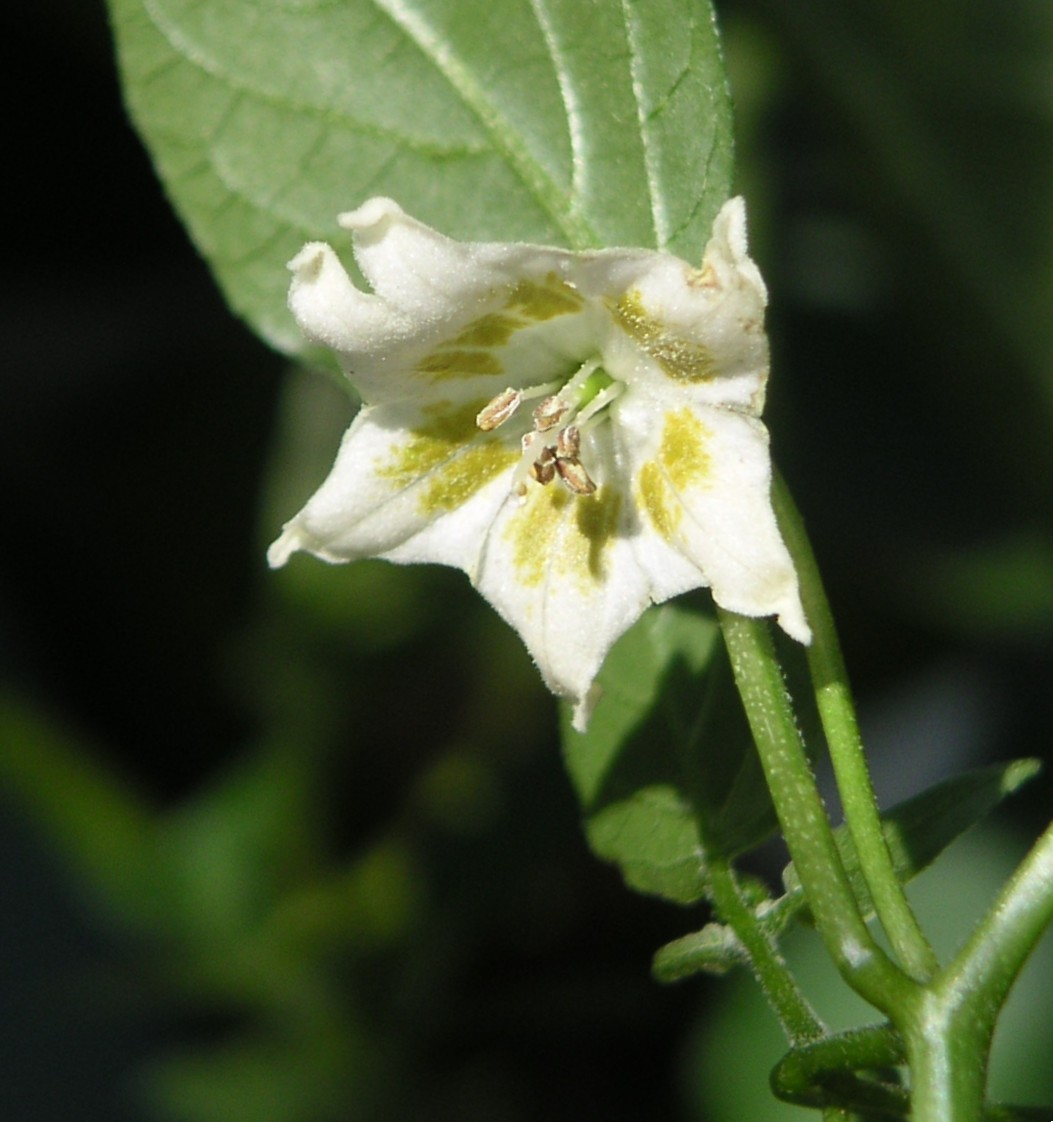
Květ
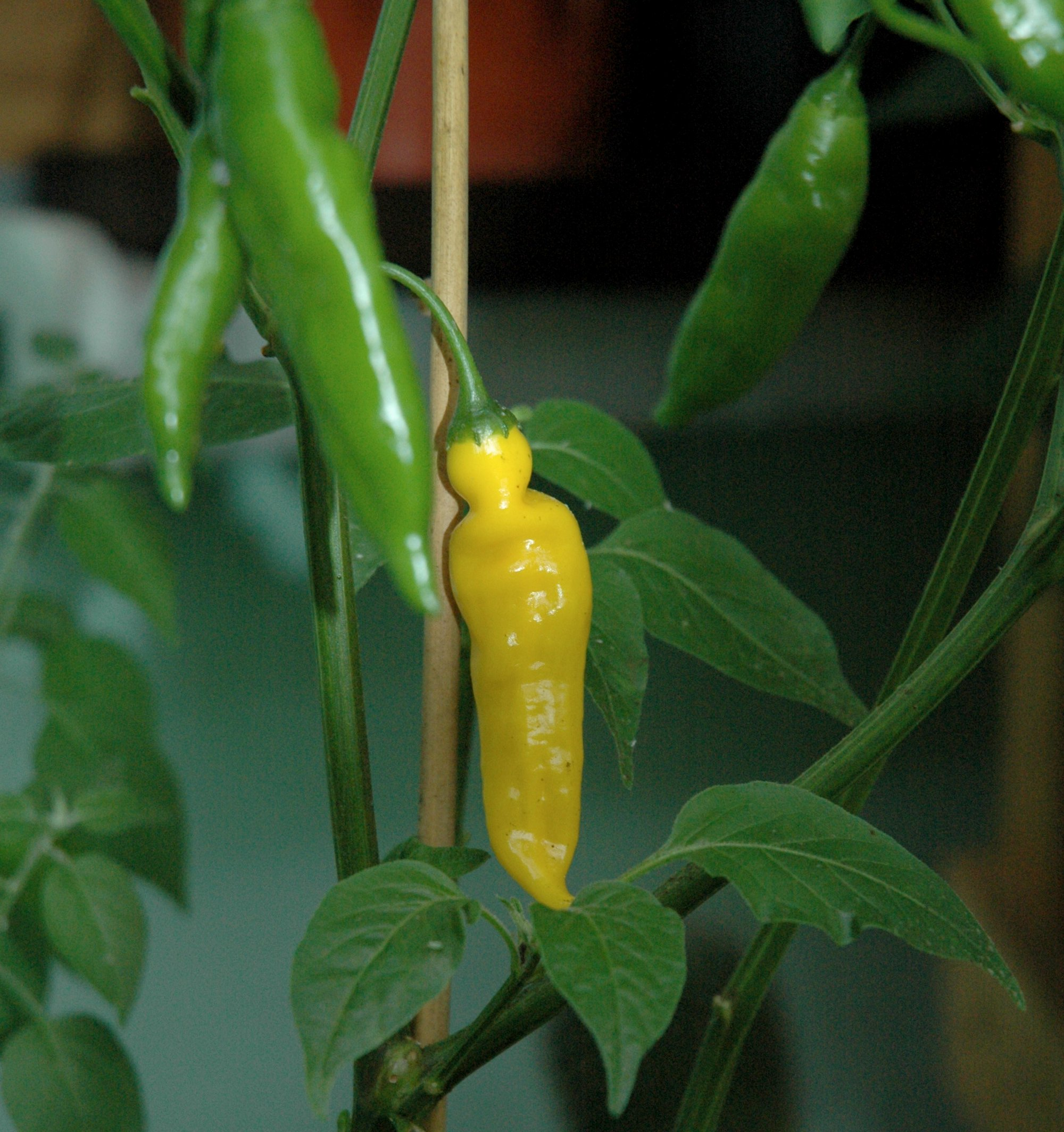
Kultivar 'Lemon Drop'

## Pěstování
Tato vysoká rostlina s velkými listy má ráda plný sluneční žár. Lze ji pěstovat v nádobě i ve volné půdě. Má-li rostlina odrůdy Ají Amarillo dostatečně dlouhou vegetační sezonu, může se vyvinout do podoby malého stromku. Výsev nejlépe do vyhřívaného minipařníku či do plastového minipařeniště s větracími otvory umístěného na teplém, dobře osvětleném místě. Rostliny začínají plodit 90–120 dní od výsevu. Podobné odrůdy jsou Ají limon a Ají colorado. Ají amarillo snáší oproti jiným odrůdám chilli papriček i nižší teploty.

## Kuchyně

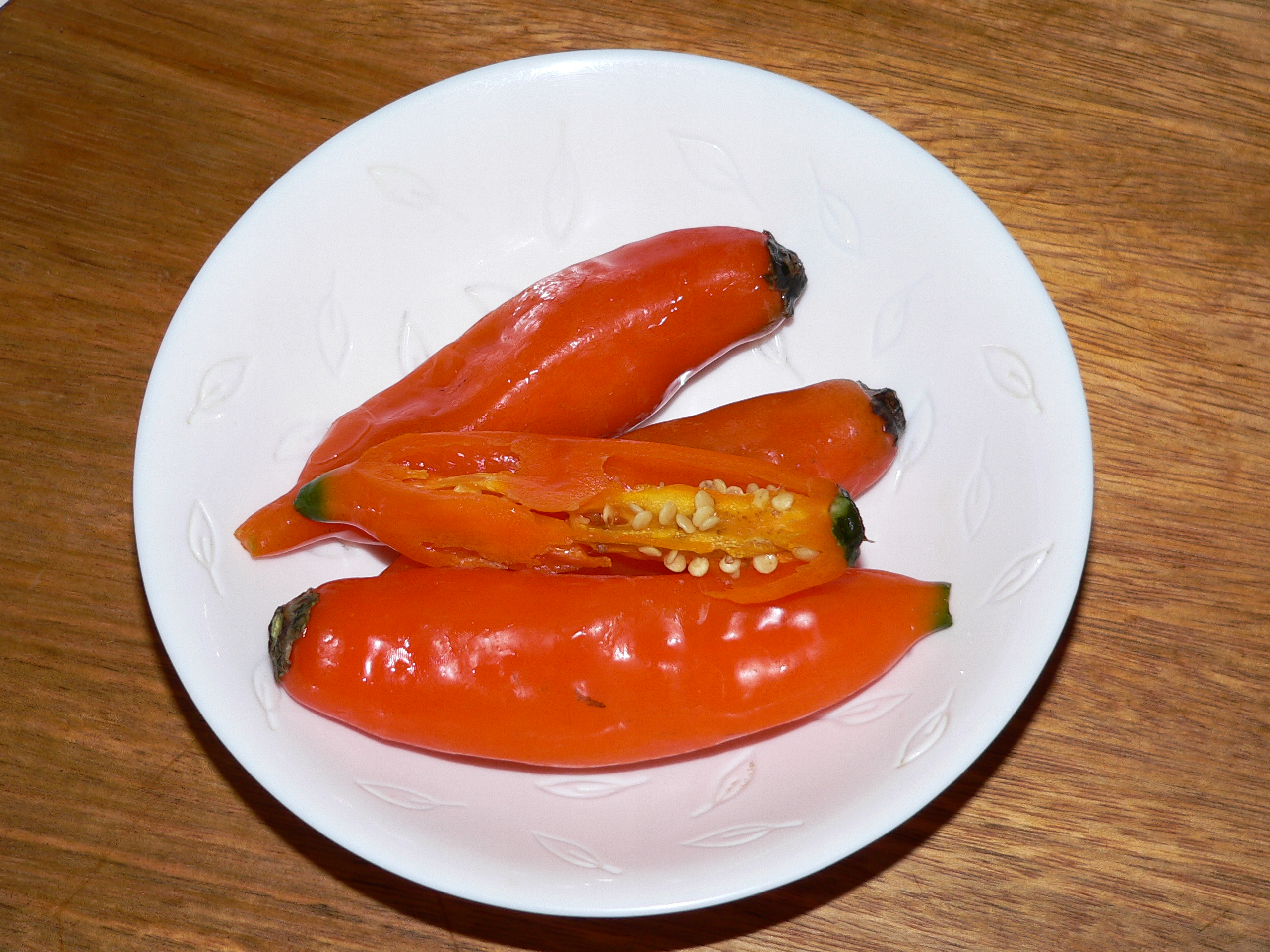
Ají amarillo

Papričky Ají amarillo jsou typické pro peruánskou kuchyni a patří k její „svaté trojici“ společně s červenou cibulí a koriandrem. Velmi oblíbené jsou i v bolivijské, kolumbijské a ekvádorské kuchyni, zejména jako přísada do omáček. Zatímco v peruánské kuchyni se používají převážně čerstvé papričky, v bolivijské naopak sušené a mleté.

## Kultivary
- Capsicum baccatum 'Ají Amarillo', zvaná též amarillo chilli či ají escabeche[6]
- Capsicum baccatum 'Peppadew'
- Capsicum baccatum 'Lemon Drop', ají limon[6] (nezaměňovat s ají limo, kultivarem papriky čínské)
- Capsicum baccatum 'Bishop's Crown'

## Odraz v kultuře

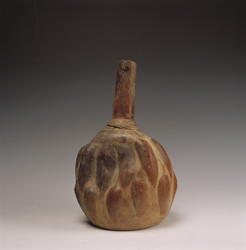
Plod papriky Ají amarillo – kultura jihoamerických Močiků. Larcovo muzeum předkolumbovského umění, Pueblo Libre, provincie Lima, Peru

Kultura jihoamerických předinckých Močiků ve svém umění často zobrazovala ovoce a zeleninu včetně papriček Ají amarillo.